# Православная цивилизация

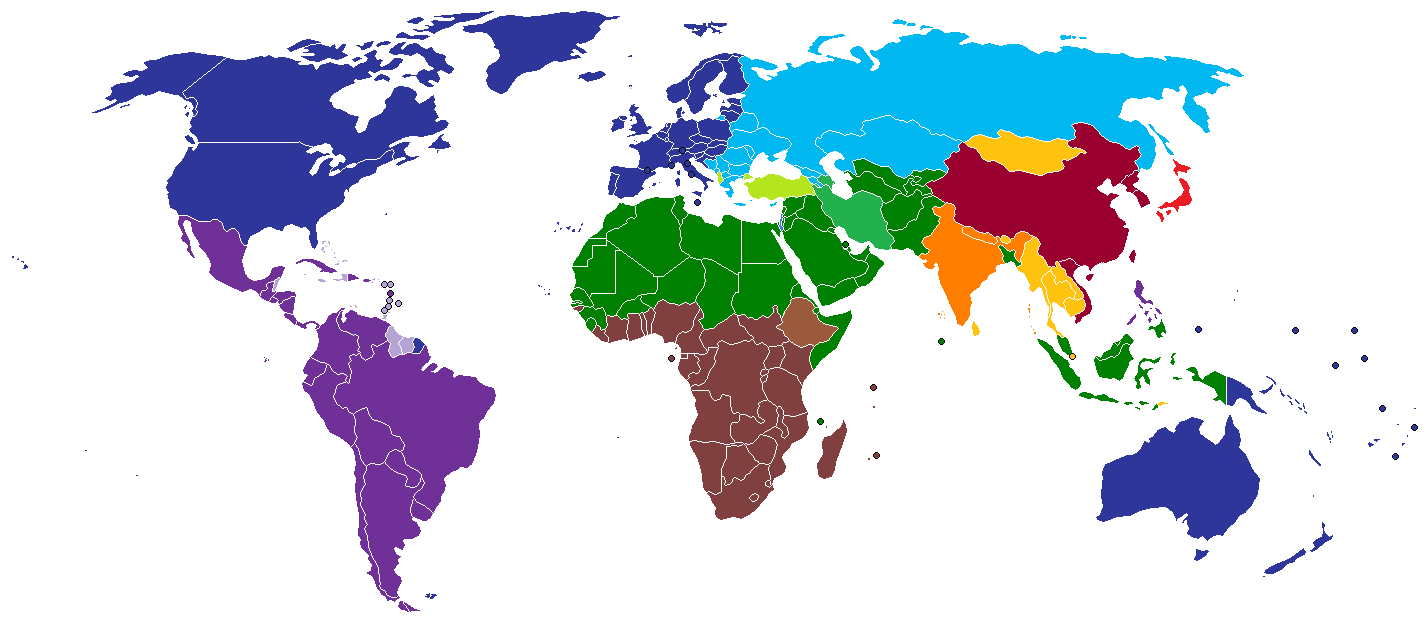
Карта этнокультурного разделения цивилизаций, согласно Хантингтону: западная культура (тёмно-синий цвет), латиноамериканская культура (фиолетовый цвет), японская культура (ярко-красный цвет), синская культура (тёмно-красный цвет), культура Индии (оранжевый цвет), исламская культура (зелёный цвет), православная культура (голубой цвет), буддийская культура (жёлтый цвет) и африканская культура (коричневый цвет)

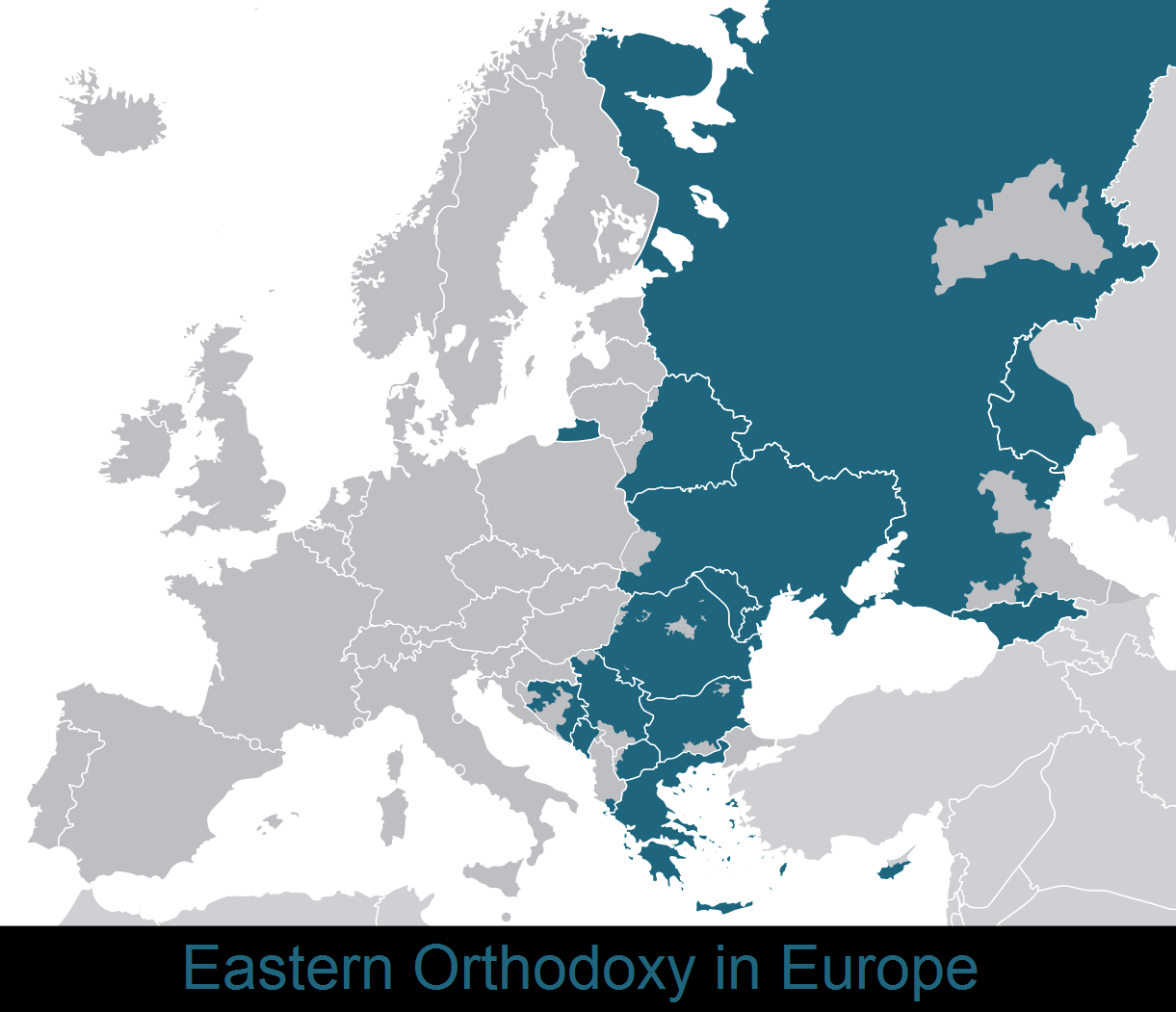
Распространение православия в Европе

Православная цивилизация — согласно теории столкновения цивилизаций, описанной американским социологом и политологом Сэмюэлем Хантингтоном, одна из мировых цивилизаций, распространившаяся в глобальном мире, наряду с западной, исламской, латиноамериканской, африканской, индуистской, буддистской, синской (китайской) и японской цивилизациями. 
Православную цивилизацию не следует путать с русской цивилизацией, поскольку это более общий термин: не все традиционно православные культуры связаны с Россией (Русью).
К православной цивилизации, согласно Арнольду Тойнби и Д. М. Володихину, также принадлежат некоторые восточноевропейские и балканские страны и государства (включая Грецию и Грузию), а в прошлом принадлежала также Византия. Термин «русская цивилизация» использовал Тойнби в книге «Постижение истории». Согласно концепции вызова и ответа, изложенной в этой книге, различным цивилизациям на протяжении своей истории приходится сталкиваться с теми или иными вызовами. Если они смогут дать на них достойный ответ, то они выстоят и продолжат развиваться; если же не смогут — погибнут. Русско-православная цивилизация получила вызов в виде постоянного внешнего давления (вначале набеги кочевников, татаро-монгольское нашествие, немецкая экспансия, польско-литовская экспансия в Смутное время, вторжение нацистской Германии), и сумела выстоять, дав достойный ответ. Византийская православная цивилизация не смогла противостоять натиску «крестоносцев» и турок-османов.
Освальд Шпенглер писал в своей книге «Закат Европы», что существует несколько мировых культур, одна из них — русско-сибирская.